# I'm So Paid
"I'm So Paid" (em português:  Sou Bem Pago) é o segundo single de Akon para o seu terceiro álbum Freedom. Contém a participação de Lil Wayne na gravação, como um bônus na versão iTunes do álbum. A canção foi posta para download digital em 4 de outubro de 2008. O son foi classificado como F# maior.

## Versões
1. Akon - "I'm So Paid" (feat. Lil' Wayne)
2. Akon - "I'm So Paid" (feat. Lil' Wayne & Young Jeezy)
3. Chamillionaire - "No Way"
4. Ace Hood - I'm So Paid Remix (ft. Lil Wayne e Akon)

## Desempenho nas paradas
| Paradas (2008)                                    | Melhor posição |
| ------------------------------------------------- | -------------- |
| Austrália (Australian Singles Chart)              | 91             |
| Austrália (Top 40 Urban Charts)                   | 24             |
| Canadá (Canadian Hot 100)                         | 41             |
| França (SNEP)                                     | 15             |
| Suécia (Sverigetopplistan)                        | 21             |
| Estados Unidos (Billboard Hot 100)                | 31             |
| Estados Unidos (Billboard R&B/Hip-Hop Songs)      | 47             |
| Estados Unidos (Billboard Mainstream R&B/Hip-Hop) | 25             |
| Estados Unidos (Billboard Pop 100)                | 40             |
| Reino Unido (UK Singles Chart)                    | 59             |

## Certificações
| País           | Certificador | Certificação | Vendas     |
| -------------- | ------------ | ------------ | ---------- |
| Estados Unidos | RIAA         | Platina      | 1,000,000+ |